# 布利尼莱博讷
布利尼莱博讷（法語：Bligny-lès-Beaune，法語發音：[bliɲi lɛ bon]，意为“博讷附近的布利尼”）是法国科多尔省的一个市镇，位于该省南部，博讷市区以南，属于博讷区。

## 地理
布利尼莱博讷（46°59'13"N, 4°49'30"E）面积7.3 平方千米，位于法国勃艮第-弗朗什-孔泰大區科多尔省，该省份为法国中东部省份，北起奥布省，西接涅夫勒省和约讷省，南至索恩-卢瓦尔省，东南接汝拉省，东临上索恩省，东北部与上马恩省接壤。
与布利尼莱博讷接壤的市镇（或旧市镇、城区）包括：博讷、波马尔、塔伊、沃尔奈、梅尔瑟伊、蒙塔尼莱博讷。

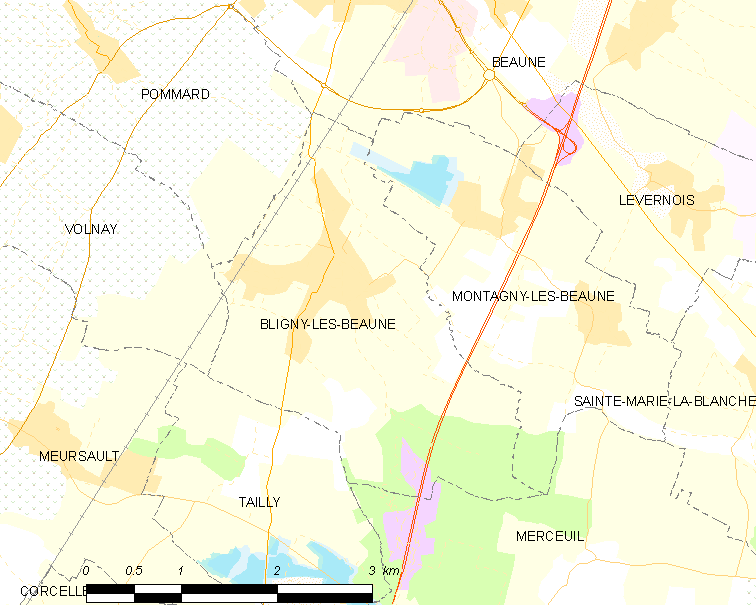
布利尼莱博讷的OSM定位图

布利尼莱博讷的时区为UTC+01:00、UTC+02:00（夏令时）。

## 行政
布利尼莱博讷的邮政编码为21200，INSEE市镇编码为21086。

## 政治
布利尼莱博讷所属的省级选区为拉杜瓦-塞里尼县。

## 人口

1962-2008年间布利尼莱博讷人口变化图示

布利尼莱博讷于2022年1月1日时的人口数量为1273人。